# Xã Sage, Quận Izard, Arkansas
Xã Sage (tiếng Anh: Sage Township) là một xã thuộc quận Izard, tiểu bang Arkansas, Hoa Kỳ. Năm 2010, dân số của xã này là 315 người.